# Selver Hodžić
Selver Hodžić (Brčko, 12 ottobre 1978) è un ex calciatore bosniaco naturalizzato svizzero, di ruolo difensore.